# Joseph François Michaud

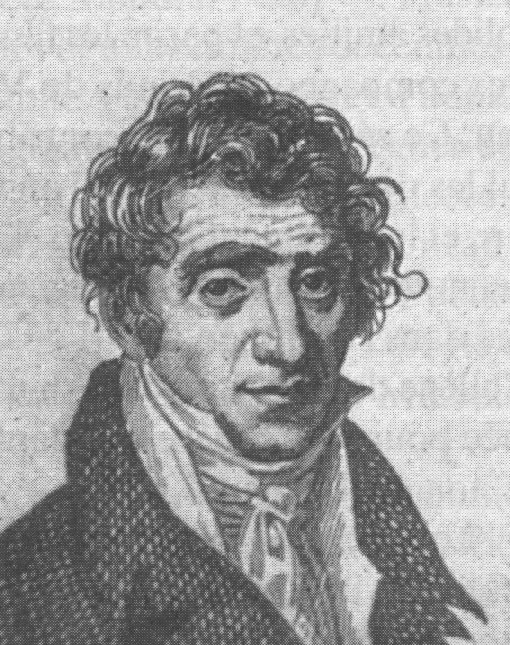
Joseph François Michaud

Joseph François Michaud (* 19. Juni 1767 in Mognard; † 30. September 1839 in Passy, heute Teil von Paris)  war ein französischer Historiker.

## Leben

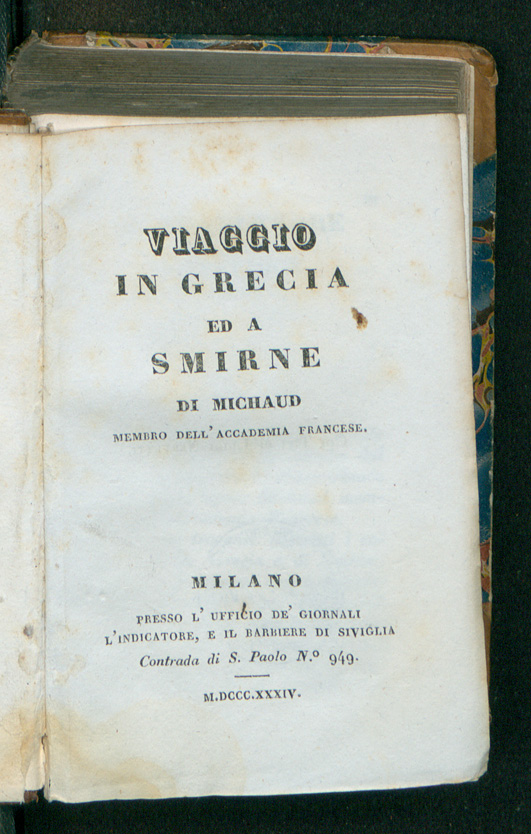
Viaggio in Grecia ed a Smirne, 1834

Er war der Sohn eines Notars aus La Biolle. Michaud erhielt seine Bildung in Bourg-en-Bresse und ging dann nach Lyon, wo er sich ausgiebig mit Literatur beschäftigte. Dort war es auch, wo er erstmals mit der Französischen Revolution in Kontakt kam und eine große Abneigung gegen ihre Ideale und Ausführung entwickelte, die sein ganzes Leben lang anhielt. 1791 ging er nach Paris und arbeitete unter enormem Risiko an einigen royalistischen Magazinen mit. Seit 1796 war er Mitarbeiter bei der Zeitschrift La Quotidienne, wofür er bald inhaftiert wurde. Jedoch konnte er aus der Haft entfliehen und wurde in Abwesenheit von einem Militärgericht zum Tode verurteilt. Unterdessen führte der Royalist Michaud seine revolutionskritische Arbeit fort und wurde dafür verbannt, kehrte jedoch nach zwei Jahren nach Paris zurück, als das Konsulat unter Napoleon Bonaparte das Direktorium ersetzte.
Seine Sympathien für die Bourbonen brachten Michaud im Jahr 1800 erneut in Haft, woraufhin er nach seiner Haftentlassung zeitweise seine journalistischen Tätigkeiten aufgab und nun Bücher schrieb und herausgab. 1806 erschien das Buch Biographie moderne ou dictionnaire des hommes qui se sont fait un nom en Europe, depuis 1789 (Moderne Biografie oder Lexikon von Männern, die sich seit 1789 einen Namen gemacht haben), welches das erste Werk seiner Art war, und fünf Jahre später der erste Band seiner  Histoire des croisades (Geschichte der Kreuzzüge) und Biographie universelle.
1813 wurde Michaud Mitglied der Académie française und besetzte dort den Fauteuil 29. Zwei Jahre später erschien seine sehr erfolgreiche Schrift Histoire des quinze semaines ou le dernier règne de Bonaparte (Geschichte von fünfzehn Wochen oder die letzte Herrschaft von Bonaparte), die sich gegen Napoleon richtete.
Zusammen mit seinem Bruder Louis Gabriel Michaud (1773–1858) gab er eben die zweiundfünfzig Bände umfassende  Biographie universelle ancienne et moderne (1811–1828) heraus.
Für seine politischen Verdienste erhielt er nun, nach der Verbannung Napoleons, einen Offizierstitel in der Ehrenlegion und den Posten eines königlichen Vorlesers, der ihm 1827 im Zuge eines Streites um die Pressefreiheit wieder aberkannt wurde. Von 1830 bis 1831 reiste Michaud nach Ägypten und Syrien, um weitere Informationen für seine Geschichte der Kreuzzüge zu sammeln. 1837 wurde er Mitglied der Académie des Inscriptions et Belles-Lettres. Seit 1832 lebte Michaud im Pariser Vorort Passy, wo er 1839 starb. Er wurde auf dem Cimetière de Passy beigesetzt.

## Werke
- Histoire des progrès et de la chûte de l’empire de Mysore, sous les règnes d’Hyder-Aly et Tippoo-Saïb (1801)
- Le Printemps d’un proscrit, poème en 3 chants, suivi de plusieurs lettres à M. Delille sur la pitié (1803)
- Biographie moderne, ou Dictionnaire biographique de tous les hommes morts et vivants qui ont marqué à la fin du XVIIIe siècle et au commencement de celui-ci (1806)
- Histoire des croisades (1812–1822)
- Histoire des quinze semaines ou le dernier règne de Bonaparte (1815)
- Bibliothèque des croisades (1822)
- Correspendance d’Orient (1833–1835)
- Nouvelle Collection de Mémoires pour servir à l’histoire de France depuis le XIIIe siècle jusqu’à nos jours (1836–1839)
- Veillées de famille, contes instructifs et proverbes moraux en français, en italien, en anglais, et en allemand. Ouvrage nouveau à l’usage de l’enfance et de la jeunesse de tous les pays (1837)